# Antonio Carannante
Antonio Carannante (* 23. Juni 1965 in Pozzuoli) ist ein ehemaliger italienischer Fußballspieler, der die längste Zeit seiner Laufbahn bei der SSC Neapel verbrachte und mit diesem italienischer Meister und Pokalsieger wurde sowie den UEFA-Pokal gewann.

## Karriere
Antonio Carannante wurde am 23. Juni 1965 in Pozzuoli, einer italienischen Kleinstadt in der Region Kampanien, geboren. Bereits als Jugendlicher kam er in die Jugendabteilung der SSC Neapel, wo er im Jahre 1981 unter Trainer Rino Marchesi in die erste Mannschaft aufgenommen wurde. In den folgenden acht Jahren bis 1989 spielte Antonio Carannante im Trikot des SSC Neapel und war damit Teil der erfolgreichsten Mannschaft in der Vereinsgeschichte des süditalienischen Vereins. Mit Spielern wie Diego Maradona, Careca oder Andrea Carnevale wurde unter Trainer Ottavio Bianchi in der Saison 1986/87 der Scudetto, die italienische Fußballmeisterschaft, gewonnen. In der Ligatabelle belegte man nach Ablauf aller Spieltage den ersten Platz mit drei Punkten Vorsprung auf Titelverteidiger Juventus Turin. Im gleichen Jahr gelang mit einem Endspielsieg gegen Atalanta Bergamo der Sieg im italienischen Fußballpokal, der Coppa Italia. Zwei Jahre darauf gewann Antonio Carannante mit dem SSC Neapel seinen dritten großen Titel, als im Endspiel des UEFA-Pokal 1988/89 der deutsche Vertreter VfB Stuttgart bezwungen wurde. Carannante wurde im Rückspiel des Finales in der 30. Spielminute für Alemão eingewechselt und machte in diesem Finalspiel sein letztes Spiel überhaupt für den SSC Neapel. Bereits in den Jahren zuvor fungierte er meist nur als Ersatzspieler und kam so nur zu 69 Ligaspielen mit einem Tor in sieben Spielzeiten. In der Saison 1987/88 war er an Ascoli Calcio verliehen und absolvierte dort 29 von dreißig möglichen Ligapartien.
Nach seinem Abschied aus Neapel im Sommer 1989 wechselte Antonio Carannante zur US Lecce, wo er in den folgenden beiden Jahren im unteren Bereich der Serie A Fußball spielte und in der Saison 1990/91 absteigen musste. In der Folge agierte er unter dem ehemaligen neapolitanischen Meistertrainer Alberto Bigon auch noch im ersten Zweitligajahr bei der US Lecce, der direkte Wiederaufstieg wurde allerdings verpasst. Danach verließ Carannante Lecce 1992 und unterschrieb einen neuen Kontrakt beim FC Piacenza, der ebenfalls in der  Serie B zu finden war. Im Jahre 1993 schaffte Antonio Carannante mit dem FC Piacenza zum ersten Mal in deren Klubgeschichte den Aufstieg in die Serie A, es musste aber als Aufsteiger der direkte Wiederabstieg hingenommen werden. 1995 wechselte Antonio Carannante in die Serie C1 zum ehemaligen Erstligisten US Avellino, mit dem er als Tabellenzweiter der Gruppe B hinter Reggina Calcio den Aufstieg in die Serie B erreichte. Dennoch verließ er Avellino wieder und schloss sich dem SS Nola an, wo er seine fußballerische Laufbahn 1996 im Alter von 31 Jahren beendete. 
Nach dem Ende seiner aktiven Karriere als Fußballspieler wurde Antonio Carannante Trainer und arbeitete in verschiedenen Funktionen beim SSC Neapel. Zum bisher einzigen Mal eine Profimannschaft übernahm er im Jahre 2009 für kurze Zeit, als er den kleineren neapolitanischen Verein FC Neapolis Mugnano trainierte.

## Erfolge
- U-21-Vize-Europameister: 1986